# Leandro Lehart
Paulo Leandro Fernandes Soares, mais conhecido como Leandro Lehart (São Paulo, 25 de janeiro de 1972), é um cantor, compositor, multi-instrumentista, produtor, arranjador e ativista social brasileiro.
Leandro permaneceu 10 anos como o maior compositor do Brasil. Lehart é o compositor mais regravado do samba dos últimos 30 anos.

## Biografia

### Infância e adolescência
Leandro Lehart nasceu na capital paulista, no Jardim São Bento, na zona norte de São Paulo. Suburbano, cresceu sob a influência musical da família paterna, nos quais muitos eram notórios seresteiros e chorões. Quando criança, comprava instrumentos de plástico no extinto Mappin na Praça Ramos de Azevedo. Em sua juventude, os bailes de black music, breakdance e festas de hip-hop, faziam parte do seu cotidiano. Mas foi no Samba, que Lehart manifestou sua musicalidade. Sua identificação com o ritmo era tamanha, que aos 16 anos, já lecionava música em seu próprio quarto, que já tinha o espaço disputado por dezenas de instrumentos musicais.
Multi-instrumentista e autodidata, Lehart facilmente unia o samba de fundo de quintal com as batidas da música pop negra que permearam sua pré-adolescência e adolescência.
Estudioso das várias linguagens da percussão musical e da diversidade cultural brasileira, com apenas vinte anos, já se tornaria produtor, arranjador e multi-instrumentista.
O ano de 1992 foi o último a ter emprego com carteira assinada. O Cantor foi fiscal de ICMS da Secretaria da Fazenda do Estado de São Paulo.

### Art Popular
Em 1990, fundou o Art Popular, um dos grupos de samba mais famosos do Brasil, vendendo 10 milhões de discos.
Em 1997, reuniu 36 personalidades do samba, tais como Fundo de Quintal, Art Popular, Negritude Jr, Molejo, Malícia, Grupo Raça, Os Morenos, Sensação, Exaltasamba, Sem Compromisso, Demônios da Garoa, Muleke Travesso, Tempero, Casa Nossa, Originais do Samba, Cravo e Canela, Só Preto Sem Preconceito, Juventude do Pagode, Pé de Moleque, Arte Final, Puramor, Um Toque a Mais, Samba K, Matéria Prima, Soweto, Afirmação, Gamação, Relíquia, União, Poesia de Nós 2, Começo de Conversa, Família, Nova Cor do Samba, Redenção, Cabeça Feita, Pixote, Swing Tropical, Remix Samba, Jb Samba, compôs uma música chamada "Noite Fria" (com participação de todos os sambistas), criou, dirigiu e produziu um disco intitulado "Samba Cura" que vendeu 150 mil cópias. Disco esse, que teve toda sua renda revertida, para a Ação Solidária contra o Câncer Infantil. Um ano depois, Leandro Lehart recebeu o terreno do então prefeito Paulo Maluf e 3 anos depois o ITACI estava construído com grande participação de Leandro Lehart, embaixador do Samba Cura.
Em 1999, foi lançado o videoclipe da música "Requebrabum", composta e interpretada por Leandro, com participação do jogador de futebol Ronaldo Nazário, gravado no estádio San Siro em Milão e lançado no programa Fantástico, transmitido pela TV Globo e com grande circulação em todas as emissoras do gênero, como MTV, Multishow e etc. 
Em 2000, Lehart concorreu ao Grammy Latino na categoria de "Melhor Álbum Infantil" com o CD "Primavera" da apresentadora Eliana. Com o Art Popular, Leandro gravou em 2000 o Acústico MTV, no Theatro Municipal, o mais caro da história da emissora do Brasil e pioneiro realizado por um grupo de samba.
Em 2001, Leandro participou no reality show Casa dos Artistas no SBT, mas deixou o programa por estar com saudades do filho, que nasceu em outubro.

### Carreira solo
Em 2001, lança "Solo", um disco de soul music co-produzido por Max de Castro.
Em 2008, Leandro Lehart editou e dirigiu um documentário chamado "Mestiço - Novo Ritmo do Brasil", onde o intuito foi retratar a situação do músico brasileiro, a adaptação dos músicos regionais para as novas mídias e a mistura da música regional com a música pop. Esse documentário foi selecionado pela Ancine, para representar o Brasil em festivais de documentários na Europa.
Em 2010, sua canção "Vem Dançar o Mestiço" apareceu no vídeo de uma apresentação da Carreta Furacão, grupo de animadores de rua de Ribeirão Preto. Seis anos depois de sua publicação no YouTube, a produção amadora viralisou nos meios digitais, alcançando milhões de visualizações no website. O vídeo ganhou destaque em alguns programas de TV, como o Pânico na Band.
Em 2011, comandou, na Praça da República em São Paulo, durante a Virada Cultural 2011, uma apresentação reunindo 1.083 ritmistas de 24 agremiações carnavalescas de São Paulo. Lehart alugou 24 ônibus, que passaram em cada uma das quadras das escolas, para se reunirem no local do evento. Apresentação essa, que acabou entrando para o Guinness Book of Records, como o "Maior Grupo Percussivo do Mundo” de todos os tempos.
Em 2012, recebeu o prêmio FEMADUM em CONTRIBUIÇÃO DA CULTURA AFRICANA NA MÚSICA BRASILEIRA, homenagem feita pelo Olodum.   
Em 2012, também foi premiado pelo Instituto Chico Mendes Sócio Ambiental como artista engajado nas questões ambientais e sustentabilidade. Ainda em 2012, recebeu o prêmio de "Cidadão do Samba do Rio Grande do Sul", prêmio concedido apenas aos sulistas, pela produção do primeiro CD e DVD da banda da Saldanha, patrimônio cultural do Rio Grande.  
Tornou-se em 2012, embaixador de São Paulo da CUFA (Central Única das Favelas).  
Em 2013, recebeu o Prêmio Cooperifa, em contribuição com a música das periferias.  
Em 2015, lança o CD e DVD Sambadelick, que mistura samba com música eletrônica e ritmos como soul, funk e R&B.
Em 2016, recebe a Medalha Nelson Gonçalves, que é dada em seu centenário às pessoas de referência na cultura nacional.  
No ano de 2017, foi reunido todos os participantes de 1997, além dos artistas mais recentes tais como Belo, Bom Gosto, Dilsinho, Ferrugem, Grupo Clareou, Doce Encontro, Fundo de Quintal, Demônios da Garoa, Dose Certa, Leci Brandão, Luiz Carlos, Mumuzinho, Netinho de Paula, Reinaldo, Rodriguinho, Royce do Cavaco, Sorriso Maroto, Thiaguinho, Turma do Pagode, fazendo uma nova campanha, com o intuito de realizar a ampliação no número de leitos do hospital ITACI.

### Retorno ao Art Popular e atividades paralelas
Em maio de 2017, Lehart volta ao Art Popular, depois de 15 anos. Ainda em 2017, Leandro Lehart juntamente com Art Popular receberam a placa de honra pela Contribuição ao Samba pelo bloco Cacique de Ramos.
Leandro Lehart recebeu em maio de 2018, homenagem de Leci Brandão na Assembleia Legislativa de São Paulo em "Contribuição ao Samba Brasileiro e Projetos Sociais". Em setembro do mesmo ano, realiza "O Samba do Voluntário", um mega-evento simultâneo e solidário, realizado em várias cidades do Brasil e do mundo, que reuniu o povo do samba como nunca aconteceu na história recente do país beneficiando diversas escolas, hospitais, orfanatos e ONG´s. O evento acontecerá de 2 em 2 anos e a edição de 2020 foi adiada por conta da Pandemia Mundial (COVID-19).
Em 21 de março de 2020, em meio à pandemia do Covid19, Leandro Lehart e sua produção resolvem e conseguem reunir mais de 30 artistas em tempo recorde. Todos esses artistas se apresentaram cada um de sua casa trazendo um pouco de alegria e entretenimento, sendo um alento aos corações aflitos. O evento teve mais de 14 horas de duração e foi o pioneiro, em quesito "live" nesse período de quarentena.
Em 17 de abril de 2020, lança o álbum "Sincretismo", produzido, mixado e masterizado pelo próprio Leandro Lehart, com capa com uma arte de Elifas Andreato.
Ainda no ano de 2020, sua música "Temporal" torna-se trilha sonora da série "Bom Dia, Verônica". Ainda no mesmo ano de 2020, a música "Vem Dançar o mestiço" torna-se trilha sonora de um jogo de videogame da série Crash Bandicoot.
Em 2021, Leandro Lehart é o primeiro músico da história a assumir a direção do CCSP - Centro Cultural São Paulo. Deixou a função em fevereiro de 2022. Em 2022, foi convidado pela Disney para compor uma canção em homenagem aos 80 anos do personagem Zé Carioca, a canção intitulada Zés do Brasil foi gravada pelo cantor Xande de Pilares e lançada no dia 9 de setembro de 2022.

## Vida pessoal
É pai de Leandro, que adotou o nome artístico "Lanndo" e canta músicas que vão do trap ao R&B.

## Controvérsias
Em 13 de setembro de 2022, Leandro Lehart foi condenado a 9 anos de prisão em primeira instância pelos crimes de estupro e cárcere privado.

## Prêmios
Lehart foi indicado ao Grammy Latino 2 vezes e foi vencedor do Prêmio TIM na categoria "Melhor Disco de MPB", como engenheiro de áudio do disco "Jamelão 80 anos".

## Discografia

### Carreira Solo
- 2001 - Solo
- 2002 - Leandro Lehart
- 2006 - Deixa Eu Ir a Luta
- 2006 - Let me fight for my right
- 2007 - Vem Dançar o Mestiço
- 2009 - Samba Pop Brasil Mestiço (DVD)
- 2011 - Ensaio de Escola de Samba (DVD)
- 2015 - SambaDelik (DVD)
- 2016 - Violão é no Fundo do Quintal
- 2019 - Tributo a Arlindo, Aragão e Almir
- 2020 - Sincretismo

### Art Popular
- 1993 - O Canto da Razão (RDS/Kaskata's)
- 1995 - Nova Era (EMI)
- 1996 - Temporal (EMI)
- 1996 - Samba de Natal (Participação dos grupos Só Preto Sem Preconceito, Exaltasamba e Negritude Junior)
- 1998 - Sambapopbrasil (EMI)
- 1999 - Samba Pop Brasil II (EMI)
- 2000 - Acústico MTV (Virgin)
- 2003 - Ao Vivo: Sem Abuso (Deckdisc)
- 2005 - Ao Vivo: Sem Abuso e Amigos (Deckdisc)
- 2017 - Breakdown Partido Alto
- 2018 - Breakdown Partido Alto in Concert (Live)
- 2020 - Os Bambas